# ポリスピカデリー
ポリスピカデリー（POLICE PICCADILLY、生年非公表）は日本のソングライター、ボカロP。

## 略歴
中学生の頃、兄弟の影響で聞いたロックをきっかけに音楽活動を開始。バンド活動などを経て2015年頃からインターネット上でオリジナル曲を発表し始める。音楽雑誌で初音ミクの特集を見たことでVOCALOID楽曲に興味を持ち、調声のしやすいCeVIO ONEを用いてニコニコ動画・YouTubeへボカロ曲の投稿を開始した。その後UTAUの闇音レンリを使用した楽曲を発表するようになると調声技術の高さで人気を集め、楽曲動画には「伝説のレンリマスター」のタグがつけられるようになった。

## ディスコグラフィ
| タイトル                | 公開日         | 映像制作                                                                       | 備考                                                            |
| ----------------------- | -------------- | ------------------------------------------------------------------------------ | --------------------------------------------------------------- |
| プロトタイプ宣言        | 2015年9月3日   | ポリスピカデリー                                                               | -                                                               |
| デイライト              | 2015月10月2日  | ポリスピカデリー                                                               | -                                                               |
| 叙情スタビライザー      | 2015年11月19日 | ポリスピカデリー（映像） ふろく（イラスト） Mikeel Araña（ストックフッテージ） | -                                                               |
| 曖昧さ回避              | 2016年1月19日  | ポリスピカデリー（映像） UNF/UserNotFound（イラスト）                          | -                                                               |
| Cynic                   | 2016年4月19日  | ポリスピカデリー（映像） 葉月紗（イラスト）                                    | -                                                               |
| Sugar Guitar            | 2016年8月23日  | oozeki                                                                         | -                                                               |
| キレキャリオン          | 2016年12月15日 | wogura                                                                         | 『＃コンパス 戦闘摂理解析システム』双挽乃保キャラクターソング   |
| ナーヴ・インパルス      | 2017年2月22日  | 荒川                                                                           | -                                                               |
| セパレイト              | 2018年8月21日  | Lah/oz10055                                                                    | -                                                               |
| Chaotic Love Revolution | 2019年2月21日  | まきのせな（映像） ゆの（イラスト）                                            | 『MUSIC STUDY PROJECT ボカロで覚える 高校世界史』収録曲         |
| Selected!               | 2019年6月21日  | さっきー、co-suke（映像） 郗乃（イラスト） Circus-P（英語調声）                | 『MUSIC STUDY PROJECT ボカロで覚える 高校英単語』収録曲         |
| ルーマー                | 2019年9月13日  | -                                                                              | -                                                               |
| 不埒な喝采              | 2021年2月6日   | A.YAMI                                                                         | 音楽的同位体 可不 公式デモソング                                |
| Beat Eater              | 2021年7月18日  | A.YAMI                                                                         | Vivid BAD SQUADへの提供曲のバーチャル・シンガーVer.（初音ミク） |
| Boi                     | 2022年4月23日  | A.YAMI                                                                         | -                                                               |
| ズル                    | 2023年6日18日  | A.YAMI                                                                         | 音楽的同位体 羽累 公式デモソング                                |
| センティメント          | 2024年11月8日  | -                                                                              | 2020年発表「センティメント」のリメイク                          |
| アバウト                | 2024年12月19日 | ここあぱんだ（ディレクター） ななせむぎ（エディター） miya*ki（イラスト）      | 夕凪機への提供曲のCeVIO AI歌唱版（裏命）                        |

### 楽曲提供
- ＃コンパス 戦闘摂理解析システム
  - キレキャリオン（2016年12月15日／作詞作曲）
- MUSIC STUDY PROJECT
  - Chaotic Love Revolution（2019年2月19日／作詞作曲）
  - Selected!（2019年2月22日／作詞作曲）
- 花鋏キョウ
  - 蒼に躊躇う（2019年4月3日／作詞作曲）
  - Behavior（2020年2月21日／作詞作曲）
  - paradøx（2020年5月2日／作詞作曲）
  - Starry（2020年12月2日／作詞作曲）
  - All Night（2021年8月22日／作曲）
- あらき
  - Spare Me（2019年7月24日／作詞）
- チュウニズム
  - パームカルマ (feat. 相宮零)（2020年8月6日／作詞作曲）
- VALIS
  - 激情インプロビゼーション（2020年9月30日／作詞作曲）
- ラブライブ!虹ヶ咲学園スクールアイドル同好会
  - ツナガルコネクト（2020年12月2日／編曲）
- Caligula2
  - スワップアウト（2021年6月24日／作詞作曲）
- プロジェクトセカイ カラフルステージ! feat. 初音ミク
  - Beat Eater（2021年7月9日／作詞作曲）
  - イレヴンス(2025年5月29日／作詞作曲)
- しゅーず
  - EXPLORER（2021年2月24日／作詞作曲）
  - Little Rain（2022年1月5日／作詞作曲）
  - 寡欲（2022年11月16日／作詞作曲）
- P丸様。
  - Me（2021年3月17日／作詞作曲）
- Nqrse
  - 泡沫の夜（2021年7月24日／作曲）
  - 秒針（2022年8月13日／作曲）
- 明透
  - スロウリー（2021年11月18日／作詞作曲）
  - ソラゴト（2022年2月15日／作詞作曲）
  - ライトイヤーズ（2023年1月18日／作詞作曲）
  - Spiral（2024年4月24日／作詞作曲）
- ▽▲TRiNITY▲▽
  - DLMD（2022年10月5日／作詞作曲）
- nonoc
  - ラスター（2023年1月25日／作曲）
- 星街すいせい
  - Damn Good Day（2023年1月25日／作詞作曲）
- 梓川
  - ノルカ／／ソルカ（2023年4月28日／作詞作曲）
- 龍ヶ崎リン
  - Moonshine（2023年8月23日／作詞作曲）
- 戌亥とこ
  - Twilight Road（2023年11月22日／作詞作曲）
- Ado
  - Value（2024年2月23日／作詞作曲）
- 風真いろは
  - ハードモード（2024年12月1日／作詞作曲）
- 少女革命計画
  - アバウト（2024年10月30日／作詞作曲）

### タイアップ
- 部長と社畜の恋はもどかしい（2022年1月19日）
  - エンディグテーマ「フィルター」の作曲を担当。
- 三越伊勢丹 初音ミク×イセタン～ Happy 16th Celebration in ISETAN !! ～（2023年3月17日）
  - 公式テーマソング「Props」の作詞作曲を担当。

### コンピレーション
- EXIT TUNES PRESENTS Vocaloseasons feat.初音ミク ～Autumn～（2017年10月3日）
  - Ordinary（作詞作曲）
- Snow White Record feat. Hatsune Miku（2019年1月23日）
  - ネイロクラフト（作詞作曲）
- SPACE DIVE!! feat. GUMI（2020年7月15日）
  - センティメント（作詞作曲）
- 箱庭共鳴 -ハコニワレゾナンス-（2024年）
  - 出来心（作詞作曲）